# فرد فورد (بازیکن فوتبال)
فرد فورد (انگلیسی: Fred Ford؛ ۱۰ فوریه ۱۹۱۶ – ۱۶ اکتبر ۱۹۸۱) بازیکن فوتبال اهل بریتانیا بود.
از باشگاه‌هایی که در آن بازی کرده‌است می‌توان به باشگاه فوتبال اریث و بلودر، باشگاه فوتبال کارلایل یونایتد، باشگاه فوتبال میلوال، و باشگاه فوتبال چارلتون اتلتیک اشاره کرد.